# Jerry Bohlander
Jerry Bohlander (12 febbraio 1974) è un lottatore di arti marziali miste statunitense.
È noto per le sue presenze alla UFC, di cui è stato un campione. È stato membro della famosa squadra di lotta dei Lion's Den insieme ad altri combattenti tra cui Ken Shamrock, Guy Mezger e Frank Shamrock. Bohlander era considerato uno dei migliori combattenti durante la sua presenza con la UFC.
Jerry Bohlander è attualmente un istruttore al Cage Combat Training Center di Napa, un circolo affiliato alla Napa Judo.

## Risultati nelle arti marziali miste
| Risultato | Record | Avversario        | Metodo                              | Evento                                    | Data              | Round | Tempo | Città                         | Note                                       |
| --------- | ------ | ----------------- | ----------------------------------- | ----------------------------------------- | ----------------- | ----- | ----- | ----------------------------- | ------------------------------------------ |
| Vittoria  | 11–4   | Kenny Kingsford   | Sottomissione (armbar)              | GC 24: Gladiator Challenge 24             | 20 marzo 2004     | 1     | 1:40  | Hopland, Stati Uniti          |                                            |
| Sconfitta | 10–4   | Romie Aram        | Decisione (unanime)                 | GC 2: Collision at Colusa                 | 18 febbraio 2001  | 3     | 5:00  | Colusa Rancheria, Stati Uniti |                                            |
| Vittoria  | 10–3   | Brian Foster      | Sottomissione (armbar)              | KOTC 5: Cage Wars                         | 16 settembre 2000 | 2     | 1:03  | San Jacinto, Stati Uniti      |                                            |
| Sconfitta | 9–3    | Tito Ortiz        | KO Tecnico (ferita)                 | UFC 18: The Road to the Heavyweight Title | 8 gennaio 1999    | 1     | 14:31 | New Orleans, Stati Uniti      |                                            |
| Vittoria  | 9–2    | Kevin Jackson     | Sottomissione (armbar)              | UFC 16: Battle in the Bayou               | 12 marzo 1998     | 1     | 10:23 | New Orleans, Stati Uniti      |                                            |
| Vittoria  | 8–2    | John Renken       | Sottomissione (armbar)              | World Pankration Championships 2          | 16 gennaio 1998   | 1     | -     | Dallas, Stati Uniti           |                                            |
| Sconfitta | 7–2    | Murilo Bustamante | KO (calcio dal basso)               | Pentagon Combat                           | 27 settembre 1997 | 1     | 5:38  | Brasile                       |                                            |
| Vittoria  | 7–1    | Nick Sanzo        | Sottomissione (reverse full-nelson) | UFC 12: Judgement Day                     | 7 febbraio 1997   | 1     | 0:39  | Dothan, Stati Uniti           | Vince il torneo dei Pesi Leggeri UFC 12    |
| Vittoria  | 6–1    | Rainy Martinez    | Sottomissione (strangolamento)      | UFC 12: Judgement Day                     | 7 febbraio 1997   | 1     | 1:18  | Dothan, Stati Uniti           | Torneo dei Pesi Leggeri UFC 12, Semifinale |
| Vittoria  | 5–1    | Fabio Gurgel      | Decisione (unanime)                 | UFC 11: The Proving Ground                | 20 settembre 1996 | 1     | 15:00 | Augusta, Stati Uniti          | Torneo UFC 11, Quarti di finale            |
| Vittoria  | 4–1    | Chris Charmos     | Sottomissione (rear naked choke)    | Super Brawl 1                             | 28 giugno 1996    | 1     | 8:27  | Honolulu, Stati Uniti         |                                            |
| Vittoria  | 3–1    | Alan Schaible     | Sottomissione (rear naked choke)    | Super Brawl 1                             | 28 giugno 1996    | 1     | 2:10  | Honolulu, Stati Uniti         |                                            |
| Sconfitta | 2–1    | Gary Goodridge    | KO Tecnico (colpi)                  | UFC 8: David vs. Goliath                  | 16 febbraio 1996  | 1     | 5:31  | San Juan, Porto Rico          | Torneo UFC 8, Semifinale                   |
| Vittoria  | 2–0    | Scott Ferrozzo    | Sottomissione (ghigliottina)        | UFC 8: David vs. Goliath                  | 16 febbraio 1996  | 1     | 9:03  | San Juan, Porto Rico          | Torneo UFC 8, Quarti di finale             |
| Vittoria  | 1–0    | Phil Benedict     | -                                   | United Full Contact Federation 2          | 9 dicembre 1995   | -     | -     | -                             |                                            |